# Wilson River (vattendrag i Australien, Queensland, lat -27,73, long 142,20)
Wilson River är ett vattendrag i Australien. Det ligger i delstaten Queensland, omkring 1 100 kilometer väster om delstatshuvudstaden Brisbane.
Omgivningarna runt Wilson River är i huvudsak ett öppet busklandskap. Trakten runt Wilson River är nära nog obefolkad, med mindre än två invånare per kvadratkilometer. Genomsnittlig årsnederbörd är 217 millimeter. Den regnigaste månaden är mars, med i genomsnitt 70 mm nederbörd, och den torraste är oktober, med 2 mm nederbörd.